# Archaeomysis ochotensis
Archaeomysis ochotensis är en kräftdjursart som beskrevs av Hanamura 1997. Archaeomysis ochotensis ingår i släktet Archaeomysis och familjen Mysidae. Inga underarter finns listade i Catalogue of Life.